# Vid en gravsten
Vid en gravsten är en dikt skriven av Nils Ferlin. Den ingår i Ferlins diktsamling En gammal cylinderhatt som gavs ut 1962 av Henny Ferlin, hans hustru. Nils Ferlin dog 1961.

## Bakgrund
Det är oklart när dikten skrevs men diktsamlingen En gammal cylinderhatt som dikten ingår i gavs ut 1962 som postum när Ferlin var död. Diktsamlingen innehöll ett antal utvalda dikter som hans hustru Henny Ferlin valt ut. Tidigare diktsamlingar har speglat Ferlins livssituation, och En gammal cylinderhatt är inget undantag. Det finns ett flertal dikter som har det återkommande temat döden. Ferlins dikt Får jag lämna några blommor som också ingår i En gammal cylinderhatt har samma innehåll. I den skriver Ferlin: "Här vilar en man som var mycket rädd för döden. Livet borde likväl ha lärt honom motsatsen." Livet borde ha lärt honom att inte ha dödsångest och oroa sig för döden. Livet skulle lärt honom att ta vara på livet och njuta.
När dikten skrevs var Ferlin sjuk och inväntade döden.

## Innehåll och struktur
Dikten handlar om döden. Livet är blandat med skräck, oro och ångest. Människan försöker med hjälp av “piller och pulver” döva sin dödsångest. Men de som är fria från dödsångesten, som har tagit sig vidare dit ingen vet, har också gått bort från sin skräck och lustighet. Det finns en symbol i dikten. I dikten står det att piller och pulver dämpar dödsångesten, som då blir symbolen. Dessutom kan lustigheten som nämns på samma rader som piller och pulver också fungera som något som dämpar dödångesten. Om man i sitt liv ägnar sig åt mycket glädje och nöjen, lustighet, så tänker man inte på dödsångesten lika mycket. På så sätt funkar piller, pulver och lustighet som lugnande för dödsångesten. 
Dikten är väldigt kort. Den är skriven på sju rader, med totalt 41 ord. Dikten har i princip lika många stavelser varje rad. Rad 1–2 och 4–6 har 8 stavelser. Resterande 3 och 7 har 9 stavelser. Raderna är relativt korta och innehåller mellan 5 och 8 ord. På så sätt, tillsammans med stavelserna, gör uppdelningen så att det blir återkommande pauser och ett lugn i dikten. 
Det finns återkommande rim, så som “Många de konster vi pröva, att brist och förtvivlan döva”, “Men fria från ångst och mara, är bara och endast bara” och “dit ingen vet, gått bort från sin skräck och lustighet”. Rimmen gör dikten sammanhängande.

## Språk och stil
Stilnivån i dikten är normal. Det finns inga udda, lite finare uttryck som används. Det finns inte heller någon passande stilfigur för dikten, eftersom det är oklart när dikten skrevs och det står så pass lite information om den.
Det enda som med säkerhet kan nämnas som stil är Ferlins återkommande tema i sina dikter, han reflekterar ofta och gärna sin livssituation. Temat finn i Vid en gravsten och i Goggles, diktsamlingen som gavs ut två år efter att hans mor dött. Ett flertal dikter handlade där om hans mors död. I Goggles blev temat döden ännu mörkare än vad det tidigare varit. Det var då Ferlin för första gången använde sig av barnkaraktärer i sina dikter.

## Karaktärer
I dikten finns inga tydliga karaktärer, men där är någon som berättar. Det är förmodligen Ferlin själv som nämner och beskriver dödsångesten som ett återkommande besvär hos oss människor. Eftersom Ferlin ofta reflekterade sin livssituation i sina dikter är det logiskt att det är han som pratar. När man sedan ser till Ferlins livssituation de sista åren var han mycket sjuk. Man ser här att han då speglade sin livssituation i dikten och han led av dödsångest.